# Meseta de Obudu
Meseta de Obudu (en inglés: Obudu Plateau) es una meseta que se encuentra en la Cordillera Oshie de la Sierra Sankwala, en el estado del Río Cross, al sudeste del país africano de Nigeria. La meseta se encuentra en el área del gobierno local de Obanliku del estado de Cross River. La meseta se extiende hacia el sur de Nigeria en su frontera oriental.
La meseta de Obudu se extiende sobre un área de más de 40 millas cuadradas (100 kilómetros cuadrados) y se eleva a cerca de 5.200 pies (1.584 metros) sobre el nivel del mar. La meseta es un macizo gigante y su punto más alto alcanza una altura de unos 1.716 metros (5.630 pies) sobre el nivel del mar. La meseta se sabe que es un hábitat de especies raras de aves.